# San Buenaventura (kommun), Honduras
San Buenaventura är en kommun i Honduras.   Den ligger i departementet Departamento de Francisco Morazán, i den sydvästra delen av landet, 22 km söder om huvudstaden Tegucigalpa. Antalet invånare är 1 946. Arean är 65 kvadratkilometer.
Terrängen i San Buenaventura är huvudsakligen kuperad, men österut är den bergig.